# Петровський Василь Васильович (різьбяр)
Василь Васильович Петровський (нар. 4 квітня 1976, с. Кисоричі, нині Україна) — український різьбяр, дизайнер, художник, скульптор.

## Життєпис
Василь Петровський народився 4 квітня 1976 року в селі Кисоричах Рокитнівського району Рівненської області України.
Закінчив відділ трудового навчання і креслення Кременецького обласного педагогічного коледжу (1996, нині — Кременецька обласна гуманітарно-педагогічна академія імені Тараса Шевченка), Прикарпатський національний університет (2009, спеціальність — дизайнер інтер'єрів). Працював учителем трудового навчання і креслення.
В 2011 році розпочалася його карєра  як  художника та майстра з різьби по дереву з оформлення у найбільшому в Німеччині парку відпочинку «Європа-Парк» (м. Руст, Німеччина).

## Доробок
Створив багато фігур для Кременецького ботанічного саду, зокрема:
- лавочку у вигляді борсука з товстого аварійного дерева[4];
- експозицію «Трон природи» (2020)[5][6][7];
- скульптури «Закодоване послання. Народження» (2020)[8], «Василь» (2023)[9].

Персональні виставки:
- «Відкритий портал» (Кремецький ботанічний сад[10] та літературно-меморіальний музей Юліуша Словацького[11], всі — 2021);
- «Відкритий портал» (2022, Тернопільський обласний краєзнавчий музей)[12].

Роботи дизайнера є в приватних колекціях у Швейцарії, Франції, Німеччині.
Автор статті «Простота, доцільність, оригінальність» у міжнародному інформаційно-технічному журналі «Обладнання та інструмент для професіоналів» (2016).

## Нагороди
- переможець телепремії «Гордість Тернопілля» у категорії «Митець року» (2024)[13];
- лауреат міжнародної премії «Культурна дипломатія» (2023)[14].